# Théodore Aubanel
Théodore Aubanel (prowans.: według zapisu klasycznego – Teodòr Aubanèu, według zapisu Mistrala – Teoudor Aubanèu; ur. 26 marca 1829 w Awinionie, zm. 2 listopada 1886 tamże) – francuski poeta i drukarz, tworzący w dialekcie prowansalskim.
Pochodził ze starej awiniońskiej rodziny drukarzy i księgarzy wyróżnionej w XVIII wieku zaszczytnym tytułem drukarzy papieskich. Po studiach w Aix-en-Provence podjął pracę w rodzinnej drukarni. Podobnie jak wszyscy jego bliscy był silnie związany z wiarą katolicką. W roku 1850 poznał Jenny Manivet zwaną Zani. Nie odważył się wyznać jej swojego uczucia i w roku 1854 dziewczyna wstąpiła do klasztoru. W tym samym roku grono prowansalskich poetów, z Frédérikiem Mistralem na czele, utworzyło Związek Felibrów, a Aubanel został jednym z jego filarów. Głęboka rozpacz po utraconej miłości i pragnienie śmierci stały się głównymi motywami pierwszego tomu jego wierszy La Mióugrano entre duberto (Rozwarty owoc granatu, 1860). Mimo entuzjastycznego przyjęcia przez większość czytelników zbiór ten spotkał się z ostrą krytyką ze strony ortodoksyjnych środowisk katolickich. Konflikty z Josephem Roumanille'em sprawiły, że Aubanel w roku 1880 ograniczył swoje kontakty z felibrami. W roku 1885 wydał drugi tom wierszy, Li fiho d'Avignoun (Dziewczęta z Awinionu), którego jawna zmysłowość wywołała powszechny skandal. Autor został zmuszony przez władze kościelne do zniszczenia całego nakładu. Rok później zmarł na apopleksję. Został pochowany na cmentarzu w Awinionie.